# Onthophagus gravearmatus
Onthophagus gravearmatus är en skalbaggsart som beskrevs av Vladimir Balthasar 1944. Onthophagus gravearmatus ingår i släktet Onthophagus och familjen bladhorningar. Inga underarter finns listade i Catalogue of Life.